# Río Lebrija
El río Lebrija es un río de Colombia que nace en la Cordillera Oriental de los Andes colombianos en Piedecuesta y fluye por la parte norte del departamento de Santander hacia el río Magdalena en Puerto Wilches.

## Etimología
El río Lebrija lleva el nombre de Antonio de Lebrija , el conquistador que descubrió el río en 1529.

## Descripción

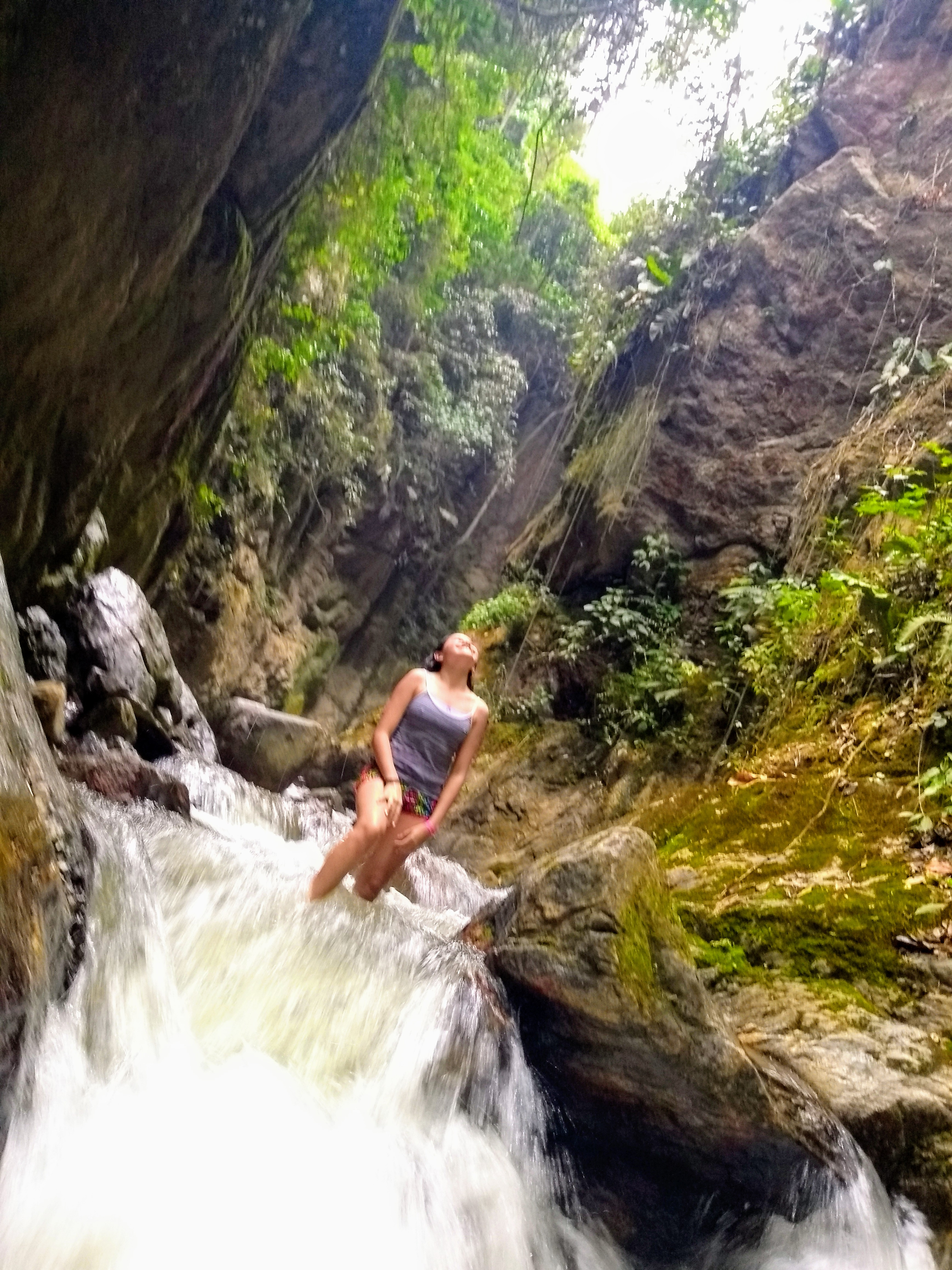
Cañón cerca de la cascada El Ensueño, cuenca alta del río Lebrija, en Piedecuesta.

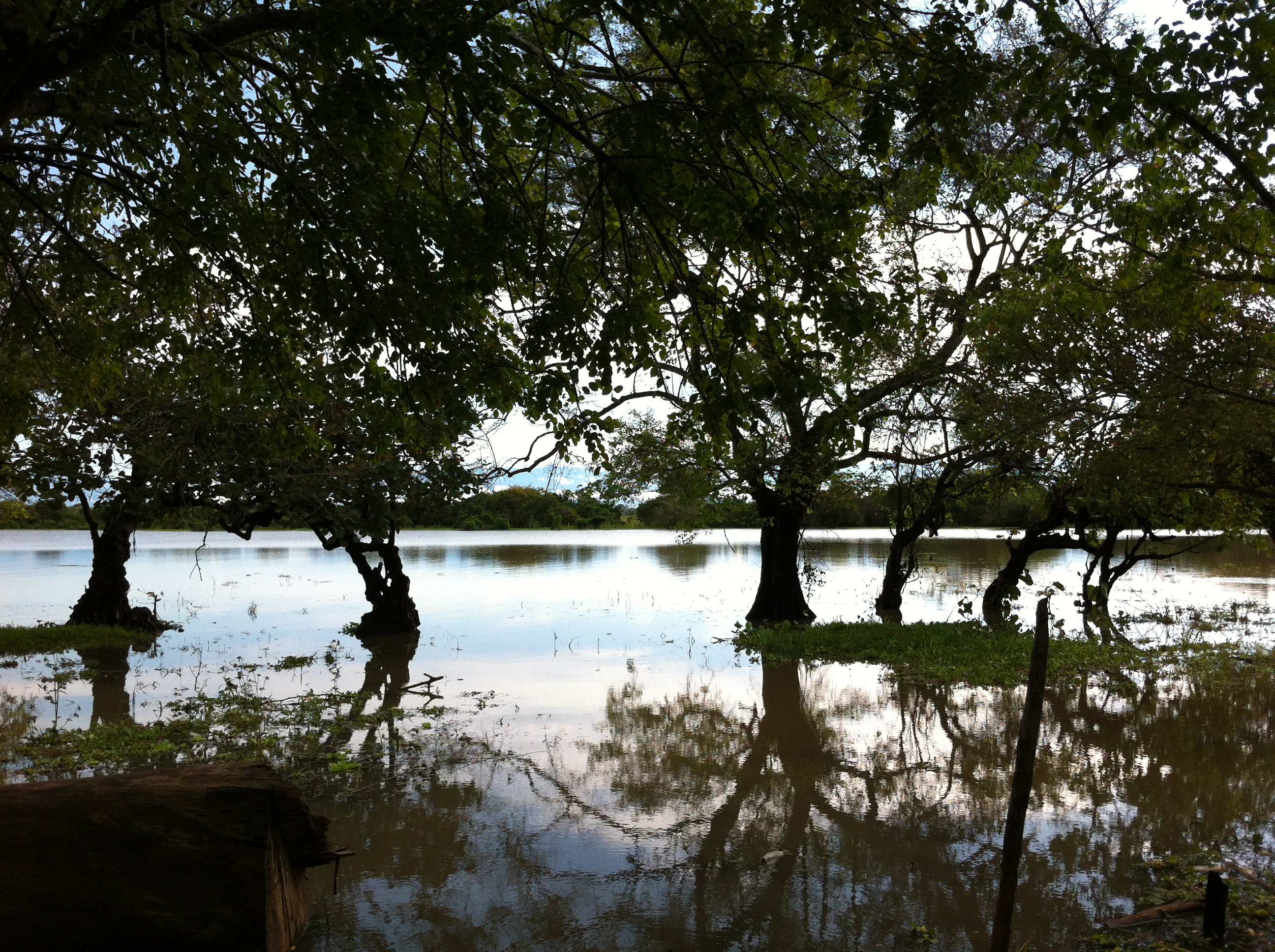
Corregimiento de Barranca de Lebrija a orillas del río Lebrija (Municipio de Aguachica).

El río Lebrija nace a una altitud de 2.532 metros en una ladera de la Cordillera Oriental al sur del páramo de Juan Rodríguez (Berlín), en el municipio de Piedecuesta en su zona noreste; allí desciende hasta la zona urbana del municipio en donde se une con el río del Hato para pasar a llamarse río de Oro, el cual avanza hacia el occidente y luego hacia el norte siguiendo su cauce y pasando por el municipio de Girón al margen de la ladera de la montaña en donde se encuentra el aeropuerto Palonegro y el municipio de Lebrija; es entonces, a partir de la confluencia del río de Oro y del río Suratá que el río recibe el nombre de río Lebrija.
Fluye hacia el norte a través de los municipios del departamento de Santander: Girón, Bucaramanga, Lebrija, Sabana de Torres y Puerto Wilches; desembocando en el río Magdalena entre Puerto Wilches y Loma de Corredor (departamento de Cesar), a una altitud de 41,1 m. En el curso bajo del río, forma el límite natural entre los departamentos de Santander y Cesar, cerca del límite con el departamento de Bolívar. Los corregimientos Barranca de Lebrija y Loma de Corredor de Aguachica del departamento de Cesar, son bañados por el río Lebrija. Con un recorrido de más de 200 km desde su nacimiento en su fuente más alta y lejana al noreste de Piedecuesta hasta su desembocadura en el río Magdalena, de los cuales aproximadamente 100 kilómetros del río es navegable, con un tamaño total de cuenca de 8.790 kilómetros cuadrados.
Transporta el río, un promedio de 4.739.000.000 metros cúbicos de agua al año. La descarga máxima en la estación San Rafael se ha registrado en diciembre con 706 metros cúbicos por segundo y la mínima en enero con 55,1 metros cúbicos por segundo. La cuenca alta del río Lebrija tiene entre 66 y 2065 milímetros de precipitación por año en un patrón bimodal. Las estaciones lluviosas son de marzo a mayo y de septiembre a noviembre con períodos más secos de diciembre a febrero y de junio a agosto. La temperatura oscila entre 0 y 35 °C, la humedad relativa alcanza el 81%.

## Geología
El tipo de Formación Girón fue identificada a lo largo del río Lebrija en 1954, en este tipo de sección, se registró un espesor total de 4.650 metros de la formación en 1968. El tipo de Formación La Paz de 1 kilómetro de espesor, también se encuentra cerca del río.

## Flora y fauna
En la cuenca del río Lebrija se han registrado numerosas especies de flora y fauna. En Rionegro, Santander, se han registrado un total de 761 especies de las cuales 172 de aves, 77 de insectos, 124 de mamíferos, 104 de peces y 284 de plantas. La Reserva de Aves Reinita Cerúlea está cerca del río Lebrija en Bucaramanga.

### Flora
En la parte alta del río Lebrija se señalan las siguientes especies y géneros: Ocotea sp., Miconia sp., Guarea grandifolia, Hedyosmum bomplandianum, Guatteria sp., Protium sp., Ochroma sp., Piper sp., Trema micrantha, Vismia baccifera, Urera caracasana, Cecropia sp. y Croton leptostachyus.

### Fauna
En la cuenca del río Lebrija se registran una exuberante fauna de mamíferos, anfibios, reptiles, aves y peces.

#### Anotación
En 1898, la princesa Teresa de Baviera hizo el primer hallazgo informado de un huevo de tortuga (Podocnemis lewyana) del río Magdalena cerca del río Lebrija.